# Chartreuse de Saint-André-de-Ramières
La chartreuse de Saint-André-de-Ramières, fondée au XIIe siècle sur la rive gauche de l'Ouvèze, dans l'actuel département de Vaucluse, succéda à l'abbaye de Prébayon, installée dans les dentelles de Montmirail, aux sources du Trignon, au début du VIIe siècle. Cette première chartreuse féminine fut cependant exclue de l'ordre des chartreux au XIVe siècle pour n'avoir pas suivi à la lettre la règle cartusienne. Les moniales continuèrent pourtant à y vivre jusqu'au XVIIIe siècle. Le monastère, en partie ruiné, fut fermé par décision du roi de France en 1734 et passa sous la gouverne des évêques d'Orange qui le transformèrent en résidence épiscopale. Il fut vendu comme bien national après la révolution française. Il ne reste actuellement que des ruines de la chartreuse primitive.

## Histoire
La tradition fait remonter à sainte Radegonde et à l'époque mérovingienne l'établissement de religieuses bénédictines dans les dentelles de Montmirail, à Prébayon, sur l'actuelle commune de Séguret. L'historien Marc Dubois situe la fondation de cette abbaye en 611. Son attrait fut considérable puisqu'en 614, elle regroupait 18 moniales. qui suivaient la « Règle de Saint Césaire » et avaient implanté la vigne sur leur domaine. C'est la plus ancienne recension écrite d'un vignoble dans la région. Ce premier vignoble serait consécutif à un don de l'abbaye de Montmajour qui céda aux religieuses un ancien prieuré, Saint-André-de-Ramières, qu'elle possédait près de Gigondas, au diocèse de Vaison, ce que l'évêque aurait approuvé à une date inconnue. 
Après les pluies torrentielles de 962, l'abbaye de Prébayon fut partiellement détruite, les religieuses trouvent alors refuge au prieuré de Saint-André. Guilherme, abbesse de Prébayon, en 963, fonda ici une maison basse. Pour descendre dans la vallée de l'Ouvèze, elles empruntaient le chemin reliant Prébayon à Saint-André-de-Ramières, chemin où se situait, près d'une source, Notre-Dame des Pallières. Cette mention est faite dans le cartulaire de Montmajour à la date de 963. 
En 1145, sous le généralat d'Anthelme de Chignin, les moniales de Prébayon demandèrent leur rattachement à l'ordre des Chartreux qui délégua Jean d'Espagne, prieur de la chartreuse de Montrieux, pour communiquer les Coutumes de l'ordre aux moniales. La communauté se rangea sous la direction des Chartreux, mais elle n'en retient que l'habit et l'office. Les moniales adoptèrent une forme de vie plus cénobitique que celle des chartreux (pas de cellule individuelle, office de nuit récité et non chanté, sauf pour les fêtes, réfectoire quotidien). Ainsi naquit la première branche féminine de l'ordre des chartreux. 
À partir de ce moment, Prébayon dut cesser d'être une abbaye au sens strict, les chartreux ayant renoncé à la dignité abbatiale. Le rayonnement de cette première fondation cartusienne féminine fut important, puisque c'est d'elle que partirent les moniales qui formèrent les communautés de plusieurs monastères de chartreusines, comme Bertaud, à Gap, Prémol (Dauphiné) et Poleteins (Bourgogne). 
Tout au cours du Moyen Âge, des orages violents, qui gonflaient le Trignon, provoquèrent la destruction de pans entiers de la chartreuse et un départ ponctuel de la communauté vers la plaine. Notre-Dame de Prébayon subit, en 1228, une crue énorme de l'exurgence du Trignon, qui inonda le vallat, ruina l'établissement et décima les moniales. Les survivantes abandonnèrent dès lors cette retraite. Elles s'installèrent alors au bord de l’Ouvèze, au prieuré Saint-André. 

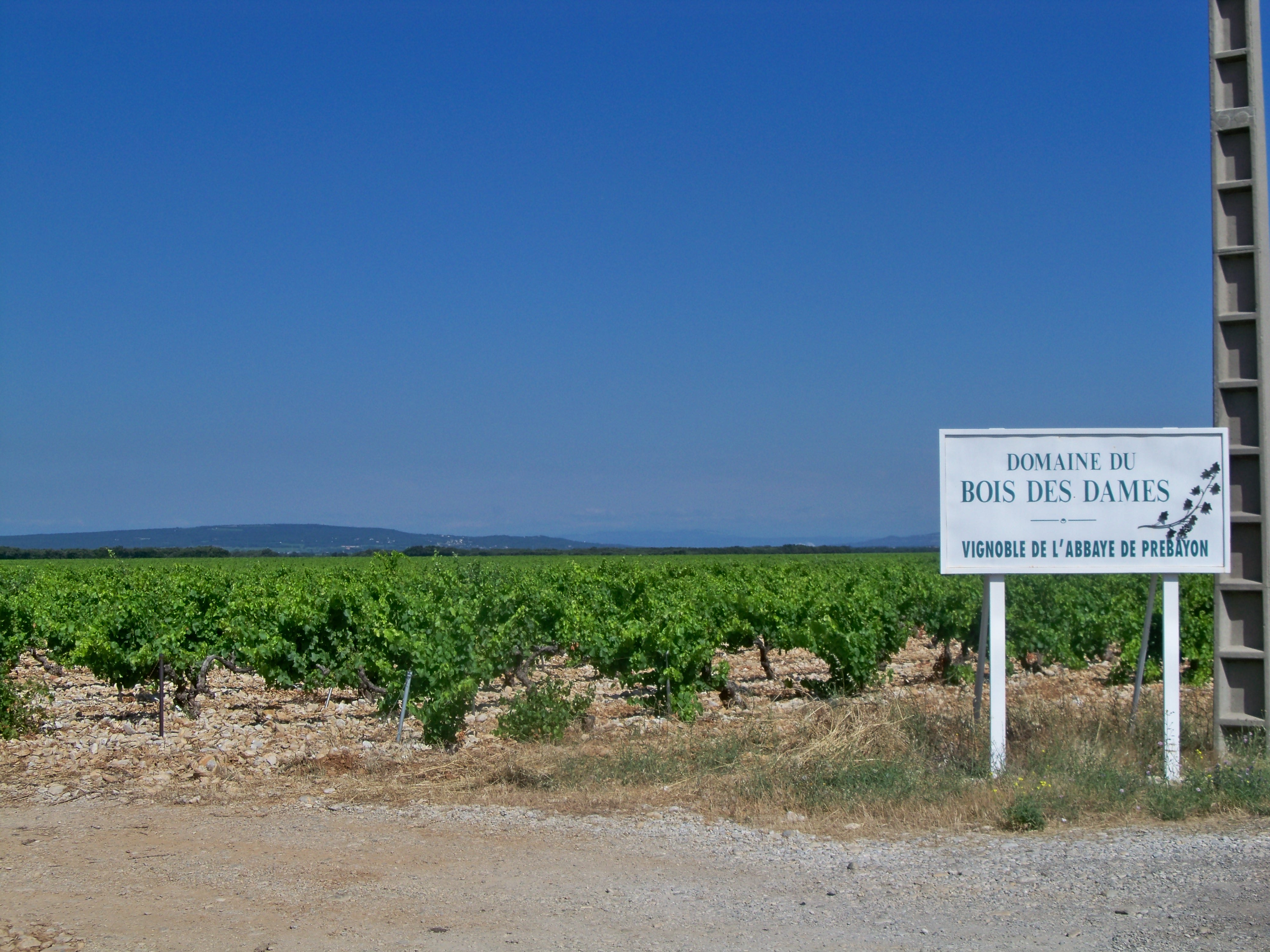
Sur le Plan de Dieu, le Bois des Dames, vignoble historique des chartreuses de Prébayon et de Saint-André-de-Ramières

Les papes accordèrent des privilèges, dont Clément IV en 1268 qui leur donna le droit d'élire leur prieure. Une décision du légat d'Avignon au XVe siècle confirma ces dispositions. Leur venue sur le Plan de Dieu leur permit de développer leur vignoble du Bois des Dames. Roseline de Villeneuve, en 1279, fit son noviciat à Saint-André-de-Ramières, avant de rejoindre la chartreuse de Bertaud où elle prononça ses vœux.
Saint-André-de-Ramières n'étant pas en stricte conformité avec les exigences de la règle des chartreux, le chapitre général excommunia les moniales en 1292, puis les expulsa de l'ordre en 1336. Bien que le monastère fut définitivement détaché de l'ordre des Chartreux, les moniales conservèrent l'habit et une partie des usages cartusiens. Marc Dubois considère que c'est en 1340 que la chartreuse de Saint-André-de-Ramières n'eut plus aucun lien avec la grande Chartreuse. Ce qui n'empêcha point plusieurs princes, à la suite de l'empereur Sigismond qui aurait offert un fragment de la Sainte-Épine, de visiter le monastère en lui laissant des marques de leur générosité. 
Le monastère fut brûlé par les huguenots en 1563, pourtant les moniales venaient de reconnaître le prince d'Orange, d'obédience protestante, comme souverain et lui avait prêté hommage. Celui-ci leur contesta le droit d'élire la prieure, et procéda lui-même à des nominations. Il fit de plus publier, entre 1620 et 1669, des actes relatifs à l'hommage qui lui était dû, aux limites du mandement de Saint-André, aux droits de pâturage de la communauté dans les terres environnantes. Ces actes étaient censés mettre un terme au différend qui, en 1615, opposa les habitants de Gigondas et les religieuses de Saint-André-de-Ramières à propos de la chapelle et du tènement de Notre-Dame des Pallières.

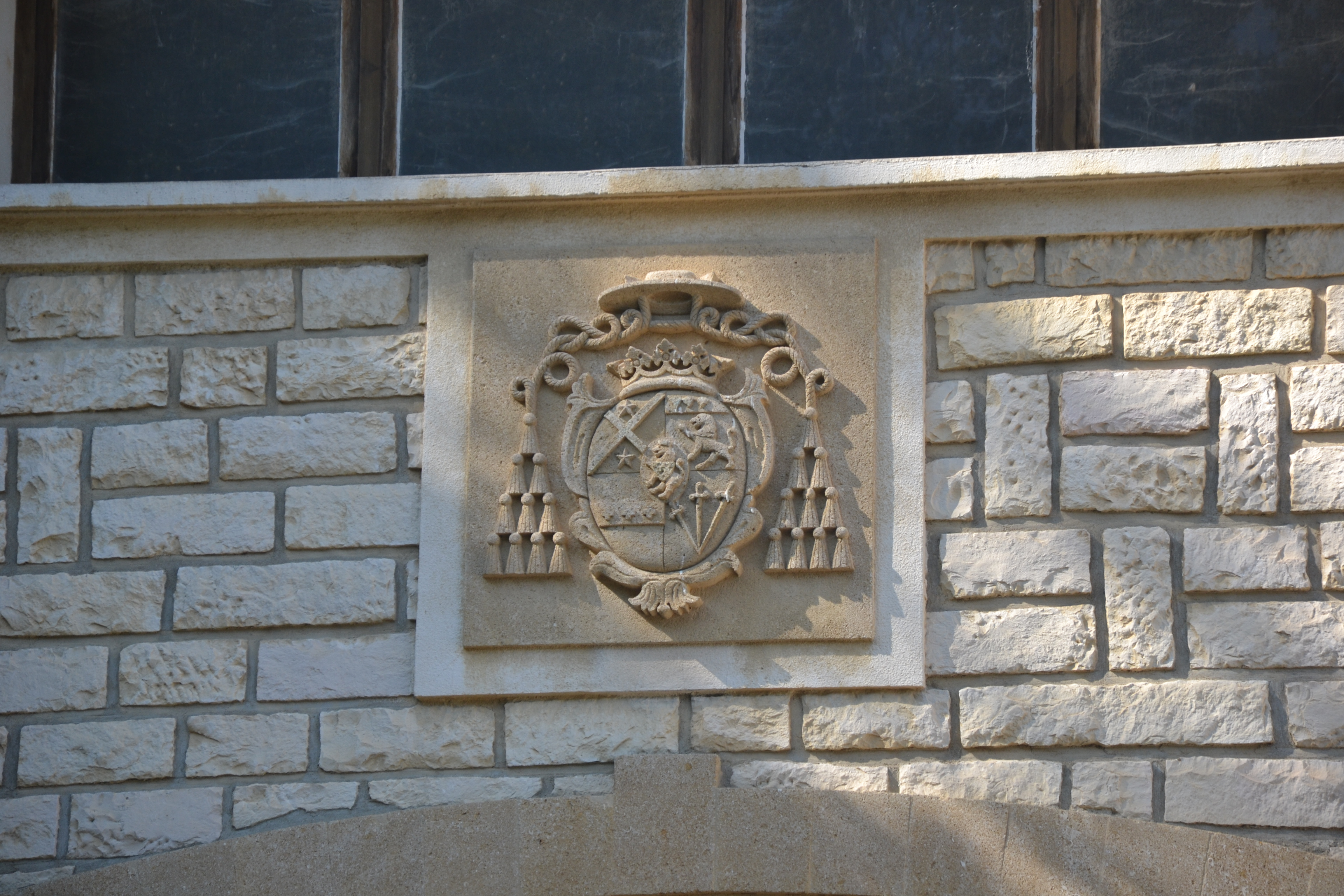
Blason de l'évêque d'Orange sur la cave des vignobles Saint-André

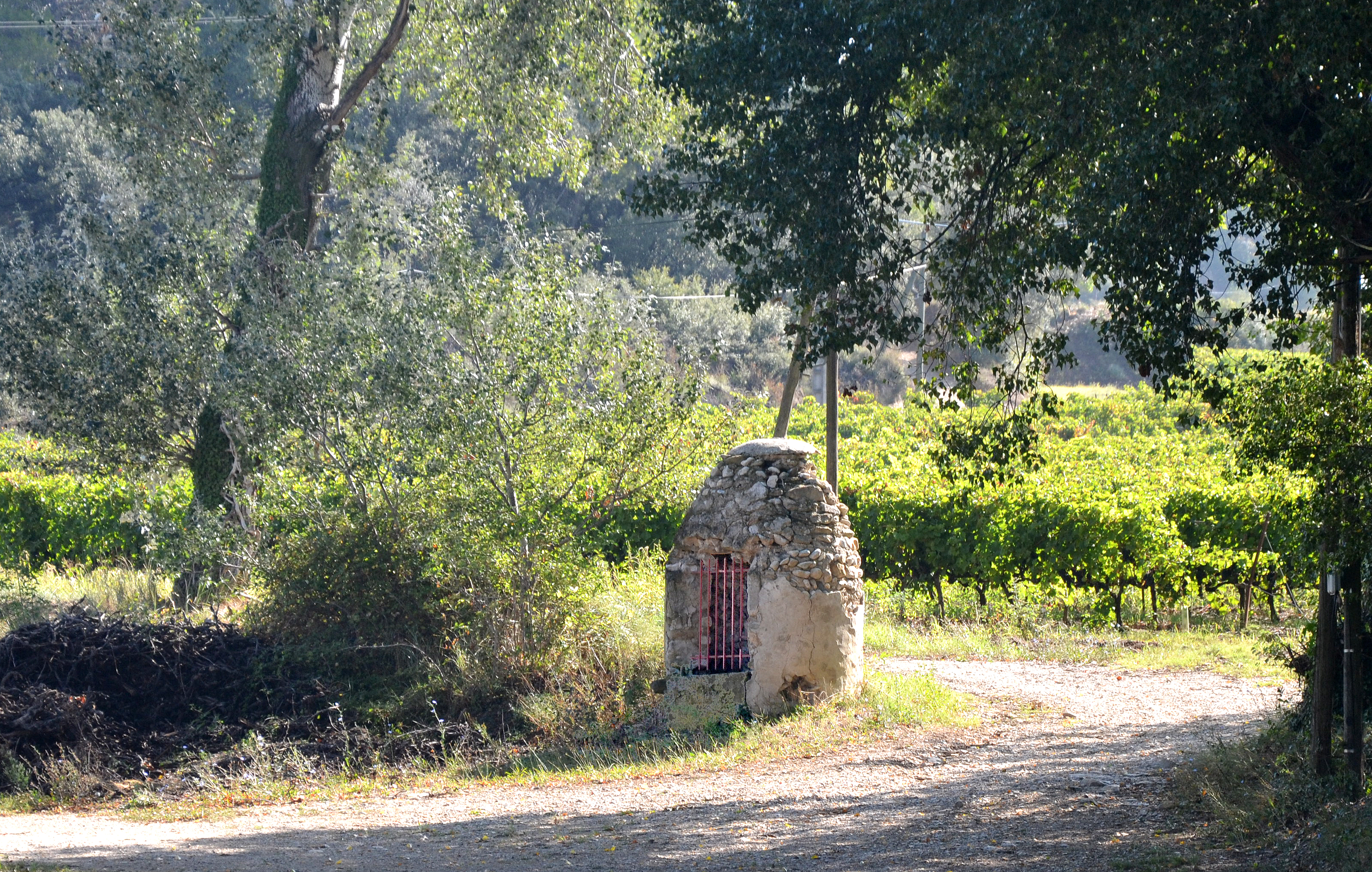
Le puits du monastère de Saint-André-de-Ramières, seul vestige identifiable de la chartreuse

L'époque moderne fut marquée par des désordres et du laxisme dans l'observation de la règle monastique. Une ordonnance de l'évêque de Vaison fut prise, en 1673, pour remédier à l'inconduite des religieuses. Une tentative d'introduction de la réforme prise en 1719 échoua. Au XVIIe siècle, après une tentative infructueuse de réintégration à l'ordre cartusien, le monastère fut réuni à la mense de l'évêque d'Orange. Entre 1704 et 1710, la prieure tenta en vain de vendre la propriété.
Le monastère vit une partie de ses bâtiments s'écrouler en 1720. Progressivement désertée des dernières religieuses, il fut alors fermé en février 1734, sur ordre de Louis XV. Le projet de suppression du monastère appuyé par la cour de France qui voulait en appliquer les revenus à la création d'un séminaire à Orange, finit par aboutir et fut entériné en décembre 1735, par une bulle de Clément XII. Les derniers évêques d'Orange s'en firent attribuer les biens et transformèrent l'ancien monastère en leur résidence de campagne. François-André de Tilly, évêque d'Orange, en mai 1774, se démit de son diocèse pour se retirer à Saint-André-de-Ramières où il mourut le 29 juillet 1775. Cette résidence épiscopale fut vendue comme bien national à la révolution française.
Au XXIe siècle, six maisons féminines continuent l'expérience inaugurée à Saint-André de Ramières. Deux maisons sont établies en France, l'une à Reillanne, dans les Alpes-de-Haute-Provence, et l'autre à Nonenque, en Aveyron.